# Frank Mulansky
Frank Mulansky (* 26. Juni 1953) ist ein ehemaliger deutscher Fußballspieler, der 1979/80 für die BSG Chemie Leipzig als Verteidiger in der DDR-Oberliga, der höchsten Spielklasse im DDR-Fußball, aktiv war.

## Sportliche Laufbahn
Von 1963 bis 1973 war Frank Mulansky Nachwuchsspieler bei Dynamo Dresden. In der Saison 1972/73 gab er mit einem Punktspieleinsatz für Dynamo Dresden II in der zweitklassigen DDR-Liga seinen Einstand im DDR-weiten Ligenbetrieb. Dort erschien er 1973/74 nicht, erst in der Saison 1974/75 tauchte er wieder in der DDR-Liga auf. Dort spielte er inzwischen für die TSG Gröditz, mit der er bis 1976 37 Ligaspiele bestritt. Zur Saison 1976/77 wechselte er zur SG Dynamo Eisleben, wo er ebenfalls zwei Spielzeiten blieb und in der DDR-Liga alle 44 Punktspiele absolvierte.
Noch im Juni 1978 schloss sich Mulansky dem DDR-Ligisten Chemie Leipzig an. Dort konnte er noch in den letzten beiden Aufstiegsspielen zur Oberliga eingesetzt werden, Chemie verpasste aber den Aufstieg. In der Saison 1978/79 kam er in 14 der 22 Ligaspiele zum Einsatz, und die Leipziger erreichten erneut die Aufstiegsrunde. Diesmal betritt Mulansky sechs der acht Qualifikationsspiele, mit denen Chemie Leipzig nun den Aufstieg schaffte. Es blieb jedoch nur bei einer Oberligaspielzeit, denn der Klassenerhalt konnte 1979/80 nicht erreicht werden. Mulansky wurde in 17 Oberligaspielen als Abwehrspieler eingesetzt. Danach bestritt er zwei weitere Spielzeiten in der DDR-Liga, in denen er weiter Stammspieler in der Verteidigung war.
Stammspieler war Mulansky anschließend auch bei der TSG Chemie Markkleeberg, die ebenfalls in der DDR-Liga vertreten war. In seinen drei Spielzeiten mit der TSG absolvierte er 72 von 78 Ligaspielen. Für die Saison 1984/85 wurde er zum Mannschaftskapitän bestimmt. Im Sommer 1985 beendete Mulansky seine Laufbahn als Leistungssportler. Innerhalb von zwölf Spielzeiten hatte er 17 Spiele in der Oberliga (ohne Tor), 205 DDR-Liga-Spiele (6 Tore) und acht torlose Aufstiegsspiele bestritten. Seine Fußballerlaufbahn ließ er bei der drittklassigen Bezirksliga-Mannschaft von Motor Lindenau in Leipzig ausklingen.